# Bowling Green (metropolitana di New York)
Bowling Green è una stazione della metropolitana di New York situata sulla linea IRT Lexington Avenue. Nel 2019 è stata utilizzata da 8 362 034 passeggeri. È servita dalla linea 4 sempre e dalla linea 5 sempre tranne di notte.

## Storia
La stazione fu aperta il 10 luglio 1905. Venne ristrutturata a metà anni 1970.

## Strutture e impianti
La stazione è sotterranea, ha una banchina laterale, due banchine ad isola e tre binari. La banchina ad isola e il binario più ad ovest non vengono usati dal 1977. Il mezzanino della stazione è posizionato sotto il piano binari e ha tre ingressi, quello ovest è composto da due scale sul lato est dell'incrocio tra Battery Place e Greenwich Street, quello est ha una scala, una scala mobile e un ascensore nei pressi del parco Bowling Green e quello sud è formato da un piccolo fabbricato viaggiatori (Battery Park Control House) all'interno del Battery Park.

## Interscambi
La stazione è servita da alcune autolinee gestite da MTA Bus, NYCT Bus e NJT Bus. Vicino si trova anche il molo servito dallo Staten Island Ferry che collega Manhattan con Staten Island.
- Stazione traghetto
- Fermata autobus